# André-Jacques Garnerin

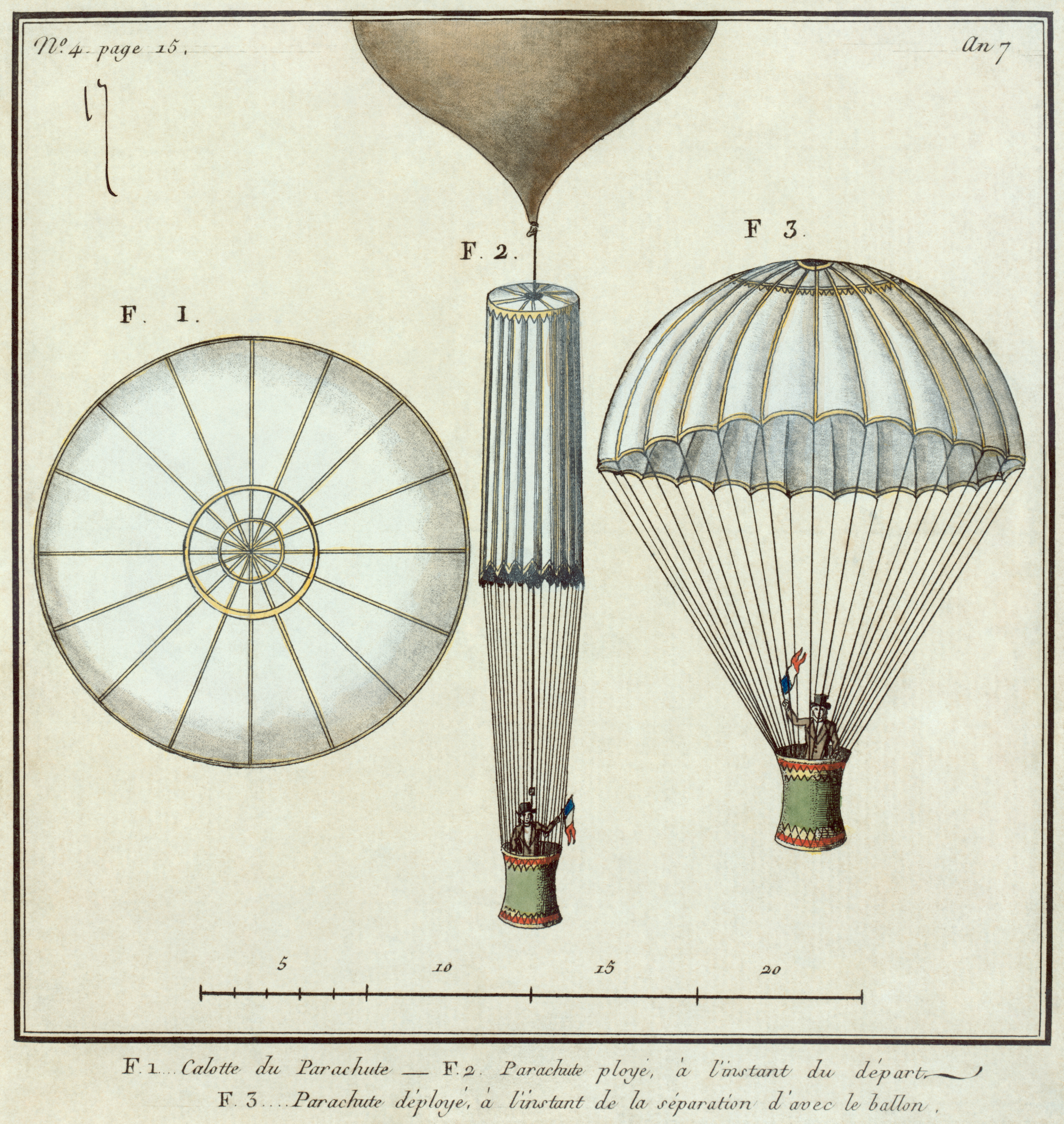
Prima parașută - ilustrare schematică. A fost folosită la 22 octombrie 1797

André-Jacques Garnerin (n. 31 ianuarie 1769  - d. 18 august 1823, (54 ani)) a fost un aeronaut francez și primul parașutist din lume. Este soțul lui Jeanne-Genevieve Lyabross (1775-1847).
La 22 octombrie 1797 a efectuat în premieră mondială o săritură cu parașuta dintr-un balon.

## Legăturiexterne
- Scurtă biografie și imagini Arhivat în 9 septembrie 2006, la Wayback Machine.
- André-Jacques Garnerin: Google ne plimbă cu parașuta la 216 ani de la primul salt Arhivat în 23 octombrie 2013, la Wayback Machine.